# Tony Vega
Tony Vega est un chanteur de salsa né le 13 juillet 1957 à Salinas (Porto Rico). 

## Biographie
Issu d'une famille de musiciens il a appris très tôt à jouer aux bongos et aux congas.
En 1967, il joue des congas dans un groupe d'enfants, "La Preferida".
En 1968, il émigre avec sa famille à New York.
Après les cours, il joue des congas dans divers formations de rock en espagnol ("City Trash", etc.).
La musique latine était très populaire à New York dans les années 1970 et Tony Vega s'est intéressé à salsa, écoutant Ismael Rivera, Rafael Cortijo, Rafael Ithier et El Gran Combo qui l'ont influencé.
En 1978, il rejoint le groupe de Raphy Leavitt, "La Selecta" avec qui il chante notamment "Cosquillita", "Sheila Taina" et "El Picaflor".
En 1980, il rejoint Willie Rosario et enregistre un morceau avec Gilberto Santa Rosa et "La Nueva Cosecha" nommé aux Grammy Awards.
En 1986, Tony Vega rejoint le groupe de Louie Ramirez puis retourne s'installer à Porto Rico où son ami à Giovanni Hidalgo le présente à Eddie Palmieri, qui lui produit un album et l'invite à participer à "La Verdad" (qui a gagné un Grammy) et à une grande tournée en Europe.
En 1988, Tony Vega sort son premier album solo, "Yo me Quedo", suivi de "Lo Mio es Amor" (disque d'or) et, en 1991, "Uno Mismo" (disque de platine).
Il donne des concerts au Venezuela et chante Déjame Soñar et El #100 sur le 100e album de Tito Puente enregistré au Madison Square Garden.
Il a reçu plusieurs prix dont le Prix "La Husca" au Panama, la récompense "Agueybana" d'or du meilleur groupe de l'année à Porto Rico et le Prix du Prince d'Autriche.
Il a fait une tournée en Espagne (notamment au Palais des sports de Madrid), Chili, Colombie et aux États-Unis.
Le gouvernement de Porto Rico en a fait un des représentants de l'île en Espagne.
En 1996, Tony Vega a participé avec Marc Anthony à la cérémonie d'ouverture des 7èmes championnats du monde de gymnastique qui avaient lieu à Porto Rico.

## Discographie
- Cosquilla
- Sheila Taina
- El Picaflor
- Mi Amigo el Payaso
- Caramelito del Campo
- Busca el Ritmo
- Prohibiciones
- Como es Posible
- El Cuatro
- Yo Me Quedo
- Tu Prenda Tendida
- Nadie te Mando
- Lo mio es Amor
- Ella
- Uno Mismo
- Dame Tiempo
- Ya es tiempo de Olvidar
- Si miras a los Ojos
- Hoy vine a Cantarte
- Tropical Tribute to the Beatles (album collectif; il chante Hey Jude)
- La Combinacion Perfecta